# William Bart Saxbe
William Bart Saxbe (24. juni 1916 – 24. august 2010) var en amerikansk politiker og var senator fra Ohio fra 1969 – 1974, og var USA's justitsminister under præsident Richard Nixon og Gerald Ford 1974-1975, og amerikansk ambassadør i Indien 1975-1977. Saxbe blev født i Mechanicsburg Ohio, og tog en bachelorgrad fra Ohio State University i 1940. Han gjorde tjeneste i militæret under 2. verdenskrig, fra 1940 til 1945 og under Koreakrigen, fra 1951 til 1952. I 1948 fik Saxbe en juridisk embedseksamen fra Ohio State University og senere fungerede som advokat i Columbus, Ohio.